# Андрєєв Костянтин Андрійович
Костянти́н Андрі́йович Андрє́єв (нар. 16 грудня 1986) — український футзаліст, гравець у пляжний футбол. Колишній гравець збірної України з пляжного футболу. Закінив Запорізький національний технічний університет.